# Luis Álvarez (bueskytte)
Luis Álvarez (født 13. april 1991) er en mexicansk bueskytte. Han blev valgt til at repræsentere Mexico under sommer-OL 2012 i London, hvor han blev slået ud i anden runde.
Under sommer-OL 2020 i Tokyo vandt han bronze i mixed holdkonkurrence.